# Kompani Linge

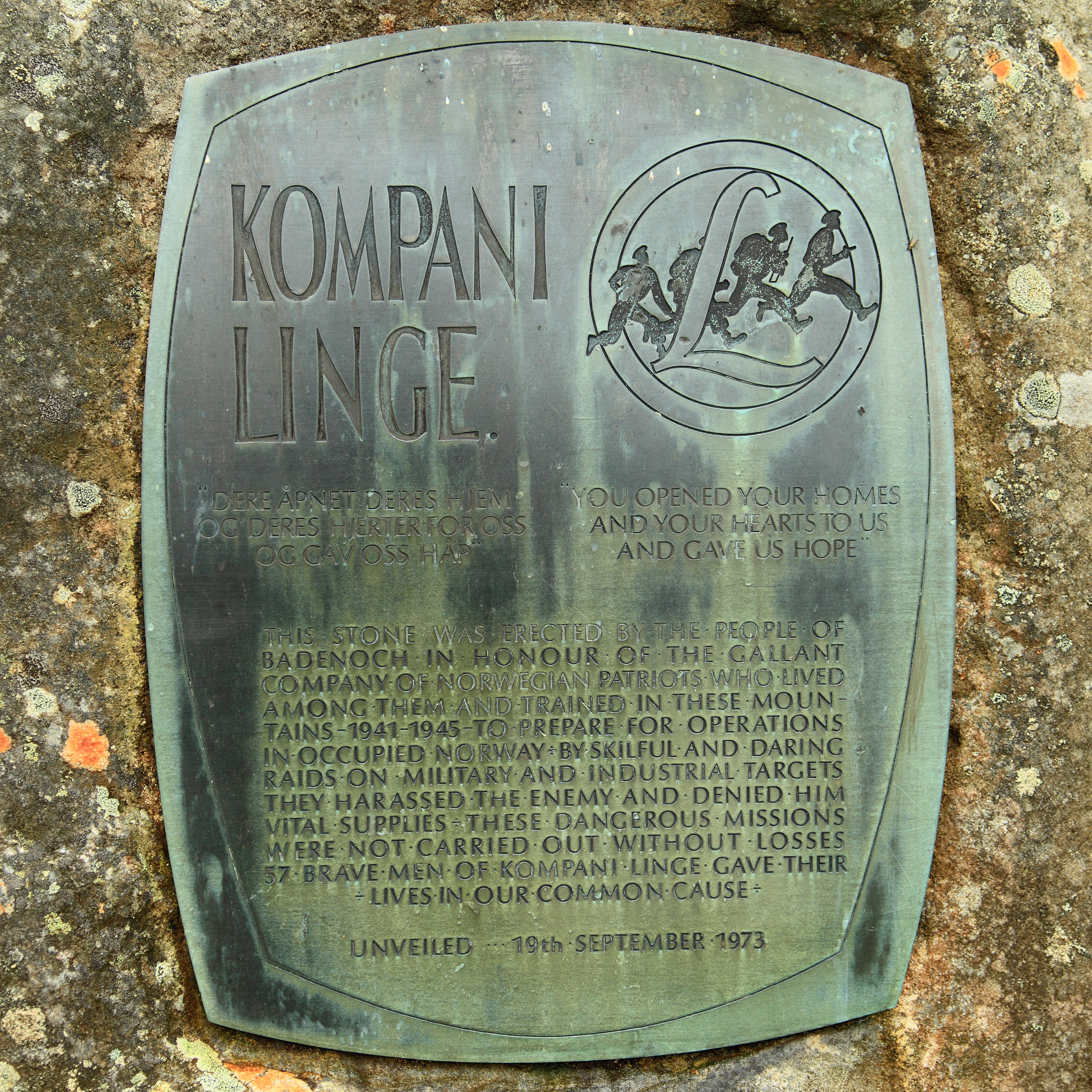
Minnesplakett rest 19 september 1973 av invånarna i Badenoch Skottland. Inskription: »You opened your homes and your hearts for us and gave us hope. This stone was erected by the people of Badenoch in honour of the gallant company of Norwegian patriots who lived among them and trained in these mountains 1941-1945 to prepare for operations in occupied Norway. By skilful and daring raids on military and industrial targets they harassed the enemy and denied him vital supplies. These dangerous missions were not carried out without losses; 57 brave men of Kompani Linge gave their lives in our common cause.«

Kompani Linge var en norsk militäravdelning som skapades i Storbritannien under andra världskriget och var uppkallad efter den första kompanichefen, kapten Martin Linge. Kompaniet upprättades av det brittiska Special Operations Executive (SOE) i juli 1941, och hette egentligen Norwegian Independent Company No. 1 (NORIC 1) som blev Norisen i vardagligt tal bland soldaterna. Uppdraget var att Kompani Linge skulle delta i brittiskt ledda operationer i Norge, och skulle organisera, instruera samt leda den norska motståndsrörelsen, vara förbindelse mellan motståndsrörelsen i och utanför Norge, samt bedriva underrättelseverksamhet. Kompaniet bestod av exil-norrmän, militärer och civila, som vid tyskarnas angrepp den 9 april 1940 till större delen flydde till England.

## Träningsläger
I början av 1941 upprättades ett träningsläger i Fawley Court vid Henley-on-Thames mellan Oxford och Berkshire, men naturen där var platt och skilde sig alltför mycket från den norska. Dessutom drog utbildningen i sig självt till sig oönskade blickar, eftersom träningen var inriktad mot sabotageverksamhet. Utbildningen flyttades i november samma år, till det mer norgeliknande skotska höglandet. I trakten av Aviemore Junction i Inverness-shire uppläts tre byggnader för ändamålet, vilka låg på några kilometer avstånd ifrån varandra: Drumintoul Lodge, Glenmore Lodge och Forest Lodge. Här var träningsmöjligheterna för fysikträning utmärkta och "osynliga" för spioner. Specialistutbildningarna som t.ex. sprängning, fallskärmshopp och telegrafi skedde på SOE:s anläggningar runt om i Storbritannien.

## Utrustning
Radiokommunikation

För radio- och telegrafikommunikation användes olika apparater. Till en början fanns det inte kombinerade sändare/mottagare med tillräcklig styrka, stabilitet och säkerhet mot pejling. Apparaterna var klumpiga och tunga. Det största problemet var dock deras begränsade räckvidd. Efter 1943 hade man tillgång till utrustning av hög kvalitet. Den vanligaste var Mark II som dock vägde hela 22 kg med reservdelar och reparationsutrustning. Salve Staubo A/S - Høvding-radio i Oslo tillverkade 1943-1944 71 stycken Olga (Rel.1) och Olga (Rel. 2) Portable "spy" TX/RX set samt 250 apparater för avlyssning. Därutöver fick man även tillgång till Walkie-talkie och S-Phone.

För att få säkrare flygfällningar fick man även tillgång till Eureka radiofyrar.

Vapen

Stengun var en k-pist som var enkel och billig att utveckla. Den utvecklades av Major Reginald Sheperd och Harold Turpin. Den kunde använda tysk ammunition (Luger) och tillverkades lokalt både i Danmark och Norge. Men även k-pisten Thompson var vanlig.

## Strategier, syfte och mål
Strategiskt var Kompani Linges och engelska gemensamma kommandoräder främsta uppgift att tvinga den tyska militären och framför allt Hitler till att låsa upp så många soldater som möjligt i Norge för att på det sättet minska tyskarnas slagkraft på andra fronter. Över 100 000 tyska soldater var placerade i norra Norge under kriget. Dels för att säkra järnmalmsutskeppningen från Narvik och dels för att bistå vid attackerna mot de allierades sjötransporter av krigsmateriel till Murmansk i Sovjetunionen. När Tyskland drog sig ut ur Finland efter Finska fortsättningskrigets sammanbrott den 19 september 1944 skedde den större delen av det tyska återtåget via norra Finland in i norra Norge och tillströmningen av tyska soldater var stor.
Kompani Linges andra uppgift var att förbereda hemmafronten för det kommande tyska sammanbrottet (8 maj 1945) samt att då även ta hand om alla norska medlöpare, quislingar och nazister. Men även, genom att vara aktiva i Norge, motverka en eventuell tillströmning av landsförrädare i tysk tjänst. Tonvis med krigsmateriel fraktades i förberedande syfte in i fjordarna via havet och genom nedsläpp från luften. Radionätet byggdes ut och fungerade dels mellan Norge och England men även internt i Norge. Styrkorna avmilitariserades efter krigsslutet.
Vid sabotage och attacker var det viktigt att tydliggöra för tyskarna att dessa angrepp kom från England. Genom att använda engelsk materiel och "plantera" bevis som t.ex. engelska cigaretter lyckades man med detta. På så sätt minskades de tyska vedergällningarna på den norska civilbefolkningen.
De huvudsakliga målen var:
- att medverka under allierat befäl vid landstigningen i Norge, med partisankrigföring och sabotage mot fiendens kommunikationer, samband, transporter med mera eller omvänt, skydda viktiga militära mål (broar, kraftstationer och så vidare) mot förstörelse när de allierade behövde använda dem.
- att angripa kommunikationer och samband för att försena och försvåra en eventuell utdragning av tyska trupper från Norge, om det hade militär betydelse för de allierade i föreliggande situation.
- att bedriva sabotage mot viktig krigsindustri, fartyg, lager med mera.
- att skydda militära mål (broar, hamnar, kraftverk) och viktiga norska verksamheter mot förstörelse vid tysk reträtt - framtvingad eller så kallad frivillig - eller i tillfälle av kaos och upplösning av disciplinen på tysk sida vid krigsslutet.
- att avlägsna nazisterna, upprätthålla lugn och ordning och säkra lagligt norskt styre vid eventuell tysk kapitulation eller evakuering.

Radiosambandets uppgift i Norge var:
- att hålla de allierade orienterade från dag till dag om fiendens rörelser och disposition av styrkor.
- att upprätta direkta samband mellan de militära expeditionsstyrkorna som sändes in till Norge och högkvarteret i London.
- att förmedla rapporter mellan de hemliga militärorganisationerna i Norge och överkommandot i London.

## Attacker mot tyska mål
- 26-28 december 1941: Operation Archery (Måløyraidet) och Operation Anklet (Andra Lofotsraiden) var kodnamnet på aktioner under andra världskriget vilka planerades, leddes och genomfördes av brittiska SOE. Sexton norska officerare från Kompani Linge deltog i räderna förutom manskapet.
- Flera sprängningar eller anlagda bränder i lokaler där mantalslängder och/eller personregister förvarades i avsikt att försvåra tyskarnas kontroll över norrmännen, speciellt vapenföra män.
- Flera sprängningar av fartyg med hjälp av tidsinställda magnetminor vilka placerades ut med hjälp av kajaker eller miniubåtar.

## Operationer
Operationer i detta sammanhang var inte bara enskilda punktinsatser, utan lika ofta blev grupper landsatta för att utföra en specifik uppgift och uppehålla sig i området för att utföra och leda ett motståndsarbete. Operationer utförda av SOE med norska deltagare som Operation Claymore har inte tagits med. Listan är inte komplett. Aktioner utförda av Oslogjengen har inte heller tagits med här. Operationer ledda av Combined Operations Headquarters är markerade med CO.
| 1941 | 4 mars                  | Operation Claymore (Claymore) – den första Combined Operations raiden CO. Brittiska landningsfartyg HMS Drottning Emma och HMS Prinsessan Beatrix, eskorterade av fem jagare, landsatte 500 brittiska Commandos, ingenjörer och fria norska soldater i fyra hamnar på Lofoten, utanför Narvik, Norge i gryningen. Operation Claymore, den första storskaliga kommandoräden under kriget. Man förstörde fiskoljefabriker (tillsammans med 3 600 ton fiskolja, som används för högexplosiva ämnen) och nio handelsfartyg. En oväntad bonus var upptäckten av de kodningsrotorer för Enigma-krypteringssystemet man funnit ombord tyska trålaren Krebs. Räden skedde utan en enda olycka och man kunde avsegla med 228 tyska fångar.        |
|      | 6 april                 | Öksfjordraiden - mot silloljefabriken i Öksfjord. CO |
|      | september               | Antrum - Ålesund, radiosändare etablerad under januari -42. |
|      | oktober                 | Arquebus - två man landsatta nära Haugesund, men radiosändaren var trasig. En ny sändare var på plats från oktober -42 och var operativ till slutet av kriget. |
|      | 15 december             | Floröraiden Kitbag – en misslyckad räd mot Florö. Två norrmän döda i en olycka ombord på fartyget. Under armering av några handgranater ombord på ett av skeppen, exploderade en granat av misstag och sex soldater dog, varav två från Kompani Linge (Braaten och Dreng). Totalt skadades därutöver 11 soldater. Brittiska RAF Coastal Command bombattackerade Sola flygfält vid Stavanger som ett indirekt stöd för Operation Kitbag - en marin attack vid Florø den 6 Jan 1942. Brittisk kryssaren HMS Sheffield, jagaren HMS Inglefield, och jagaren HMS Intrepid avgick från Scapa Flow, Skottland för Operation Kitbag vid 03.00 och nådde fram till Florø på kvällen, sänkte en trålare och skadade fiskberedningsanläggningarna. |
|      | 16 december             | Archer - en grupp på fyra blev landsatta i Mosjøenområdet, för att förbereda operationen (Ascot) som skulle sätta Nordlandsbanan ur spel och isolera de tyska styrkorna i norr. Ascot blev inställd, men gruppen Archer verkade i området och organiserade motståndsarbetet. Förstärkningar i form av grupperna Heron och Falcon blev landsatta under våren 1942. |
|      | 26 – 28 december        | Operation Anklet - mot Reine och Moskenes i Väst-Lofoten. |
|      | 26 – 28 december        | Målöyraiden (Archery). |
| 1942 | 2 januari               | Cheese – det första flygnedsläppet i Norge, Odd K. Starheim som hade varit SOE-agent i området tidigare blev nedsläppt i Vest-Agder fylke tillsammans med en radiooperatör och en sändare. Starheim och operatören fick tyskarna i hälarna och rymde till England efter att kapat kustrutteskeppet DS Galtesund. En lokalt upplärd operatör tog över sändaren. |
|      | februari                | Operation Lark - första man att bli landsatt i Trondheimsområdet. |
|      | februari                | Anchor - en organisatör landsatt i Vestfold under januari, en radiooperatör kom senare och stationen sände från maj. Radiooperatören blev tagen av tyskarna vilka fortsatte att sända, men de blev snabbt avslöjade. |
|      | mars                    | Anvil - en radiooperatör blev landsatt på kusten och tog sig fram till Lillehammerområdet där han började sända den 27 april. |
|      | april                   | Cockerel - två man blev nedsläppta i Telemarken för att förstärka i Cheese-området i Vest-Agder fylke. |
|      | april                   | Mallard - två man med radiosändare blev landsatta på Bulandet i Sogn för att etablera ett kontaktnät. Avslöjad och arresterad den 30 maj och därefter avrättad. |
|      | 17 april                | Penguin - två man med radiosändare blev landsatta nära Telavåg efter en SIS-Operation på samma ställe. De blev förrådda och kom i batalj med tyskarna där en Linge-agent och två gestapoagenter blev dödade. Resultatet ledde till Telavågtragedien, då hela bygden blev lagd i ruiner, alla traktens män mellan 16 och 60 år blev sända till Sachsenhausen (koncentrationsläger) – strax norr om Berlin, resten av invånarna internerades och 18 englandsflyktingar från Ålesund blev skjutna vid Telavåg.. I massagraven hittades, efter kriget, kropparna efter 173 norrmän, 15 ryssar och 6 britter. |
|      | 18 april                | Raven - fyra man med radiosändare flygnedsläppta nära Voss. |
|      | april-september         | Operation Heron - insmuggling av vapen och upprättandet av en gerillagrupp på Helgelandskusten för att kunna agera vid en eventuell allierad invasion av Nordnorge. Gruppen leddes av Birger Sjöberg. Det hela slutade med Majavatnatragedin och undantagstillstånd under hösten 1942. |
|      | 4 maj                   | Redshank - Sprängning av Thamshamnbanens transformatorstation på Bårdshaug. Den förste aktionen mot ett industriellt mål, hämmade utskeppningen av svavelkis från gruvan på Løkken Verk. Den första av sex aktioner mot den banan. Utfört av Peter Deinboll, Torleif Grong och Per Getz. |
|      | 20 augusti              | SWAN - en vapeninstruktör och en radiooperatör blev landsatta från en ubåt i Televik, mellan Flekkefjord och Åna-Sira. Skulle förstärka «Cheese»-organisationen, men orsakade och la grunden till samarbetsproblem mellan norska myndigheter i London/Milorg och brittiska myndigheter/SOE. |
|      | 20- 21 september        | Operation Musketoon (Glomfjordraiden) - 10 brittiska och kanadensiska kommandosoldater tillsammans med Sverre Granlund och Magnus Djupdræt från Kompani Linge utförde en lyckat sabotage mot kraftanläggningen vid aluminiumfabriken i Glomfjord. Under flykten kom de i batalj med tyska förföljare. Två tyska soldater blev skjutna, Djupdræt blev svårt skadad och dog senare på sjukhus, sju medlemmar i gruppen blev tillfångatagna och senare skjutna, medan Granlund och tre andra kommandosoldater slapp undan. Tillsammans med Majavatnatragedin var Glomfjordraiden en utlösande orsak till undantagstillståndet i Tröndelag och i de söndra delarna av Nordland hösten 1942. CO                                               |
|      | 4 oktober               | Operation Bittern - Fyra Lingemän blev nedsläppta i fallskärm i Nordmarka, Oslo. Uppgiften var att utföra likvideringar och lära upp Milorg-folk till att utföra likvideringar. |
|      | 5 oktober               | Operation Kestrel – en lyckad sabotageaktion mot Fosdalens Bergverk i Malm i Nord-Tröndelag. Gruvan producerade järnmalm och är nordeuropas djupaste. De tre sabotörerna tog sig över till Sverige och var tillbaks i London en månad senare. |
|      | 19 oktober              | Operation Grouse - fyra man från Kompani Linge släpptes ned över Telemark för att förbereda en brittisk aktion mot Vemork, en anläggningen för produktion av Tungt vatten. Operation Freshman blev misslyckad. |
|      | 10 november             | Operation Marshfield - Två sabotörer sändes till Rödsand järnmalmgruvor vid Tingvollfjorden i Nesset, men de försvann spårlöst. |
|      | 29 november             | Gannet - två instruktörer blev nedsläppta i Gudbrandsdalen för att jobba med Milorg. |
|      | december                | Landstigning i Lofoten från fiskebåt, men agenten återvände eftersom det fanns för många tyskar i området, vid ett nytt försök i januari 1943 blev resultatet detsamma. |
| 1943 | 2 januari               | Operation Carhampton - misslyckat försök att kapa en tysk konvoj med lastskepp vid Flekkefjord och föra dem till Skottland. Under flykten kapades kystruttskeppet DS Tromösund, man hade erfarenhet med detta sedan kapningen av Galtesund (se 2 januari 1942). Men kapningen av Tromösund gick fel och skeppet blev sänkt i Nordsjön av tyskt flyg 1 mars 1943. Alla 44 ombord omkom. En av dem var Odd K. Starheim. |
|      | 24 januari              | Sabotageaktion mot Stordö svavelkisgruva på Stord. CO |
|      | 24 januari              | Operation Chaffinch - tre män nedsläppta nära Drammen, etablerade den första radioförbindelsen mellan London och Milorgs centralledning. |
|      | 5 februari              | Operation Seagull - Ubåten «Uredd» gick på en mina och förliste med 7 män från Kompani Linge vilka skulle ha saboterat kraftförsörjningen vid Sulitjelma gruvor. |
|      | 26 februari             | Sprängning av D/S «Nordfahrt», vilken fraktade svaelkis, vilken låg till kaj vid Thamshavn, utfört av Peter Deinboll, Björn Pedersen och Olav Sættem. |
|      | 27 februari             | Vemork-aktionen (Gunnerside) - sprängningsaktion mot Norsk Hydros fabrik för framställning av tungt vatten på Vemork. |
|      | 12 mars                 | Max Manus och Gregers Gram blev nedsläppta nära Oslo för att bedriva sabotage mot sjöfarten i Oslofjorden. Den första store aktionen genomfördes 27 april, men den blev bara delvis lyckad beroende på problem med magnetminorna. |
|      | 24- 30 mars             | Operation Martin (Red) - efter misslyckade försök på att etablera sig i Lofoten gjordes ett nytt försök längre norrut. Fiskekuttern MK Bratholm I blev skickad från Shetlandsöarna till Malangen med 12 norrmän ombord. Överfarten gick bra, men väl framme blev de angivna, arresterade och avrättade eller skickade till tyskt koncentrationsläger. Fenrik Jan Baalsrud kom undan, hans flykt till Sverige skildrades i boken och filmen Nio liv. |
|      | september               | Operation Vestige I - försök till skeppssabotage vid hamnen i Svelgen. |
|      | 10 oktober              | Operation Feather Tre lok och en motorvagn på Thamshavnbanen blev sprängda av Peter Deinboll, Torfinn Björnaas, Arne Hægstad, Paal Skjærpe, Odd Nilsen, Aasmund Wislöff och Leif Brönn. (Claus Gustav Myrin Koren, som blev skadad natten 1-2 oktober av en explosion under träningen inför den här operationen, var därför inte med.) |
|      | 12 - 20 november        | Operation Company - sprängning av generatorer på Arendal Smelteverk där det framställdes kiselkarbid. |
|      | 19 november             | Misslyckad sprängningsaktion mot lok på Thamshavnbanen. Odd Nilsen omkom. |
|      | 29 december             | Operation Lapwing - lyckat sabotage mot Rørosbanen, dock inte så lyckat som aktionen den 10 december. |
| 1944 | 19 februari             | Tinnsjöaktionen - järnvägsfärjan DF Hydro lastad med tungt vatten sänktes på Tinnsjø. |
|      | 9 maj                   | "Feather 2" – Sprängning av det sista el-loket på Thamshavnbanen. |
|      | 1 juni                  | Sprängning av den sista motorvagnen på Thamshavnbanen. |
|      | 10 juni                 | Sista sabotageaktion mot Thamshavnbanen. |
|      | hösten 1944             | Operation Delfin - Radiostation. |
|      | augusti 1944 - maj 1945 | Operation Sepals - Håkon Kyllingmark upprättade, i samarbete med svenskar och amerikaner, hemliga baser i den svenska fjällvärlden. På varje bas fanns två agenter från Kompani Linge som instruktörer och telegrafister fram till slutet av ockupationen. |
|      | 4 oktober - maj 1945    | Operation Sunshine - 8 Linge-agenter blev släppta i fallskärm över Hardangervidda för att organisera skyddet av industrier och kraftverk i Telemark och Buskerud vid en tysk kapitulation. Stor organisation med över 2 000 beväpnade män. |
| 1945 | 6 januari               | Operation Fieldfare - en grupp ledd av Joachim Rönneberg blev nersläppt i Tafjordfjällen på Sunnmöre i mars 1944. Målet med aktionen var att rekognosera och förbereda angrepp på tyska försörjningslinjer i Romsdalen med Raumabanen. I januari 1945 försökte de att spränga Stuguflåtbrua på Raumabanen, resultatet blev bara mindre skador. |
|      | 6 januari               | Grebe Red - en grupp som etablerades i fjället mellan Gudbrandsdalen och Österdalen i mars 1944. De skulle bedriva sabotage mot järnvägen i bägge dalarna. I januari 1945 företog sig gruppen flera sprängningsaktioner mot Rørosbanen. I februari blev Grebe förstärkt med grupperna Guillemot och Griffon så att den då blev 14 man stark. Grebe tog också emot stora vapen- och materielnedsläpp, och ombesörjde i krigets slutfas att utrustningen blev utdelat till hemmafrontens soldater. |
|      | januari                 | ´"Polar Bear I-VI" - flera grupper blev etablerade för hindra tyskt sabotage mot norska hamnar i krigets sluttfas. |
|      | 13 januari              | Woodlark - en gruppe etablerades i Snåsafjällen i Nord-Tröndelag för att bedriva sabotage mot Nordlandsbanen. Gruppen sprängde en bro över Jörstadälven vid Jörstad i Snåsa, vid den påföljande tågolyckan omkom 78 tyska soldater och 2 norska järnvägsarbetare. |
|      | 8 februari              | Polar Bear IV «Slepebåtaktionen» - Polar Bear-gruppen som blev etablerad i Östfold kapade under ledning av fänrik Inge Steensland 11 bogserbåtar i Fredrikstad och ett bärgningsfartyg i Moss, senare två ångfartyg i Fredrikstad. Alla båtarna blev förda till Sverige. (Stensland började i Komapin Linge, men var överförd till marinen vid denna tidpunkt.) |

## Logistik - transporter till sjöss och med flyg
| År        | Operationer |               | Agenter   |         | Last i ton | Hämtade flyktingar |
|           | Antal       | Framgångsrika | Landsatta | Hämtade |            |                    |
| --------- | ----------- | ------------- | --------- | ------- | ---------- | ------------------ |
| 1940-1941 | 14          | 10            | 15        | 18      | 0          | 39                 |
| 1941-1942 | 23          | 15            | 18        | 6       | 29         | 40                 |
| 1942-1943 | 37          | 19            | 21        | 2       | 33         | 14                 |
| 1943-1944 | 34          | 23            | 41        | 13      | 21         | 8                  |
| 1944-1945 | 75          | 72            | 94        | 33      | 137        | 235                |
| Totalt    | 183         | 139           | 189       | 72      | 220        | 336                |

Sjötransporterna skedde till en början med fiskebåtar/trålare men då USA 11 mars 1941 öppnade upp för Lend-Lease fick gruppen tillgång till tre stycken amerikanska snabbgående mindre ubåtsjagare vilket snabbade upp och gjorde resorna säkrare.
| År     | Antal framgångsrika operationer | Antal landsatta |           |       |
|        |                                 | Män             | Behållare | Paket |
| ------ | ------------------------------- | --------------- | --------- | ----- |
| 1942   | 11                              | 21              | 53        | 14    |
| 1943   | 24                              | 55              | 192       | 72    |
| 1944   | 213                             | 68              | 2837      | 822   |
| 1945   | 469                             | 64              | 6580      | 1854  |
| Totalt | 717                             | 208             | 9662      | 2762  |

Med paket menas en större enhet som inte fick plats i de rörformade fällningsbehållarna. Alla fällningar skedde med hjälp av en eller flera fallskärmar - män som materiel. 
Flygtransporter var ur mottagarens synpunkt att föredra eftersom transporten från avlämningsstället till gömstället blev mycket kortare. Nackdelen var att risken för upptäckt blev större samt att risken för en avbruten flygtransport ökade. Av totalt 1241 försök fick 524 avbrytas av olika skäl. Flera fällningar kom i händerna på tyskarna på grund av tips från tyskvänliga norrmän.

## Medlemmar
I rullorna för Kompani Linge var från 1940 och fram till krigsslutet totalt 530 personer införda och fördelade enligt tabellen nedan:
| Beskrivning                            | Antal |
| -------------------------------------- | ----- |
| Styrka den 8 maj 1945                  | 245   |
| Avdelade till särskild tjänst          | 5     |
| Överförda till basen på Shetlandsöarna | 56    |
| Återförda till armén                   | 160   |
| Krigsfångar                            | 7     |
| Stupade                                | 53    |
| Omkomna under utbildning               | 2     |
| Omkomna i olyckor                      | 2     |

- Johannes S. Andersen
- Sverre K. Andersen
- Andreas Aubert (Oslogjengen)
- Viggo Axelssen
- Torfinn Bjørnaas
- Per Blindheim
- Svein Blindheim
- Per Blystad
- Jan Baalsrud
- Peter Deinboll
- Oddvar Dobloug
- Eilert Eilertsen
- Sigurd Eskeland
- Birger J. Fjeldstad
- Gunnar Fougner
- Norman Gabrielsen
- Erik Gjems-Onstad
- Gregers Gram (1917–1944)
- Sverre Granlund
- Alf Graven
- Bård Olav Grotle
- Torbjørn Gützler Gulbrandsen
- Jon Gunleiksrud
- Eldar Hagen
- Evald Hansen
- Johan H. Hansen
- Nils Uhlin Hansen
- Hartvig Sverdrup
- Ivar Hauge
- Knut Haugland
- Knut Haukelid
- Claus Helberg
- Henrik Hop
- William Houlder
- Kasper Idland
- Finn B. Johnsen
- Fredrik T Kayser (25 maj 1918 - 2 februari 2009)
- Arne Kjelstrup
- Rubin Langmo
- Ingvald Karsten Lerøy
- Jan Herman Linge
- Martin Linge
- Erling Lorentzen
- Alf Malland
- Allan Mann blev den mest dekorerade svensken under andra världskriget och omtalas som en av Sveriges mest kända officerare i modern tid.
- Max Manus
- Olav Nesje
- Herluf Nygaard
- Martin Olsen (Oslogjengen)
- Oslogjengen
- Louis Pettersen
- Arthur Pevik
- Johnny Pevik
- Jens-Anton Poulsson
- Birger Rasmussen
- August Rathke (född 11 december 1925, död 25 november 2022 i Bergen), den längst överlevande från

Kompani Linge.
- Harald Risnes
- Boy Rist
- Jens Ropstad
- Hans Helmer Ager Ryen
- Joachim Rønneberg
- Einar Skinnarland
- Ingebjørg "Nørsa" Skoghaug (1912-2008) var kompaniets enda kvinnliga medlem och sjuksyster.
- Per Solnørdal
- Odd Starheim
- Tor Stenersen
- Hans Storhaug
- Birger Strømsheim
- John Sveinsson
- Severin Synnes (död 2004 i Australien), telegrafist, St. Olavsmedaljen med två ekgrenar.
- Gunnar Syverstad 6 februari 1910 - 11 mars 1945 i Rauland), sergeant, var från början insider som laboratorieassistent på Norsk Hydro (Rjukan tungtvattenfabrik) blev senare medlem i Kompani Linge, skjuten av länsmans bror då denne fritog sin bror.
- Gunnar Sønsteby (11 januari 1918 - 10 maj 2012), kapten, ledare för Oslogjengen även känd som «Kjakan, Erling Fjeld och Nr 24», Krigskorset med tre svärd, Kommandör av St. Olavs Orden, Polisens hederskors, Försvarets hederskors, Försvarsmedaljen med lagerbärgren, Distinguished Service Order, Frihetsmedaljen med silverpalm, Special Operations Command Medal.
- Odd Sørli (motståndsman) (15 juni 1912 - 21 december 1976) organiserade motståndsarbetet i Tröndelag, etablerade radiosändare och byggde ut Milorgs verksamhet i regionen, Krigskorset.
- Edvard Tallaksen (17 augusti 1918 - 29 november 1944), fänrik, talade flytande tyska, skottskadad i ett bakhåll, fängslad, tog sitt liv för att undvika avslöja sina kamrater, Krigskorset med svärd, St. Olavsmedaljen med ekegren, Krigsmedaljen, Deltagermedaljen, Military Cross med spänne.
- Johan Palle Bjelland Thu (17 januari 1922 i Bihar i Indien, död 15 juni 2011) överste löjtnant.
- Leif Tronstad (27 mars 1903 - 11 mars 1945 i Rauland) vetenskapsman, underrättelseofficer och militär organisatör, Professor på Norges tekniska högskole (NTH). Känd för sabotaget mot tungvattenproduktionen på Vemork, skjuten av länsmans bror då denne fritog sin bror, Krigskorset med svärd, Krigsmedaljen, Deltagermedaljen, Order of the British Empire, Distinguished Service Order, Riddare av Légion d'honneur, Croix de guerre, Frihetsmedaljen med bronspalm.
- Armand Trønnes (16 maj 1921 - 26 december 1997) Han tilldelades St. Olavsmedaljen med ekgren.
- Ragnar Ulstein (19 april 1920 - 3 december 2019[19]) journalist, författare, löjtnant, St. Olavsmedaljen med två ekgrenar, Kungens förtjänstmedalj i guld, Deltagermedaljen, Haakon VII:s 70-årsmedalj, UK Military Medal.
- Ole Valderhaug (25 oktober 1914 - 24 december 1994), sprängexpert.
- Anton Vedaa (1917) Krigskorset med svärd.
- Arne Værum (10 december 1919 – 26 april 1942 Telavåg) Skjuten av Gestapo.
- Ivar Wagle (31 mars 1914 - 4 juli 1944 på Nesodden) styrman och radiotelegrafist, attackerad av tyskar, sprängde sig själv med en handgranat, Krigskorset med svärd postumt.
- Knut Wigert (3 oktober 1916 - 14 juni 2006), skådespelare.
- Gunnar Wiig-Andersen (1919 - 22 april 2002) Krigskorset.
- Dick Zeiner-Henriksen (1 augusti 1924) Krigsmedaljen, Deltagermedaljen och King's Medal for Courage in the Cause of Freedom.
- Alf Aakre (29 december 1917 Egersund död 26 oktober 1988) sergeant och ledare för gruppen Vestige IV från mars 1944 till krigsslutet.
- Karl Johan Aarsæther
- Knut Aarsæther
- Olav Aarsæther (25 juli 1918 - 24 februari 2006) deltog i Operation Fieldfare som radiotelegrafist. Han tilldelades St. Olavsmedaljen med ekgren.
- Svein Øvergaard (1912–1986) boxare och musiker.